# Wälder der südlichen hessischen Oberrheinebene
Wälder der südlichen hessischen Oberrheinebene este o arie protejată (arie de protecție specială avifaunistică — SPA) din Germania întinsă pe o suprafață de 5.509,93 ha, integral pe uscat.

## Localizare
Centrul sitului Wälder der südlichen hessischen Oberrheinebene este situat la coordonatele 49°34′46″N 8°32′11″E / 49.5794°N 8.5364°E.

## Înființare
Situl Wälder der südlichen hessischen Oberrheinebene a fost declarat arie de protecție specială avifaunistică în aprilie 2003 pentru a proteja 25 de specii de animale.

## Biodiversitate
Situată în ecoregiunea continentală, aria protejată nu include niciun habitat protejat.
La baza desemnării sitului se află mai multe specii protejate de  păsări (25): fâsă-de-câmp (Anthus campestris), Ardea cinerea cinerea, rață-cu-cap-castaniu (Aythya ferina), caprimulg (Caprimulgus europaeus), erete de stuf (Circus aeruginosus), porumbel de scorbură (Columba oenas), Corvus monedula, ciocănitoarea de stejar (Dendrocopos medius), ciocănitoare pestriță mică (Dendrocopos minor), ciocănitoare neagră (Dryocopus martius), șoimul rândunelelor (Falco subbuteo), capîntortură (Jynx torquilla), sfrâncioc roșiatic (Lanius collurio), ciocârlie de pădure (Lullula arborea), gaia roșie (Milvus milvus), pietrar sur (Oenanthe oenanthe), grangur (Oriolus oriolus), viespar (Pernis apivorus), Phalacrocorax carbo sinensis, codroșul de pădure (Phoenicurus phoenicurus), ciocănitoare verzuie (Picus canus), Podiceps cristatus cristatus, mărăcinar negru (Saxicola torquatus), Tachybaptus ruficollis ruficollis, pupăză (Upupa epops).